# Медные удобрения
Медные удобрения — один из видов микроудобрений, содержащий в качестве необходимого растениям микроэлемента Cu. Основная биохимическая функция последней — участие в ферментативных реакциях в составе медьсодержащих ферментов.

## Свойства
В оптимальных концентрациях (0,0001 −0,05 %) медь усиливает интенсивность процессов дыхания, что способствует улучшению белкового обмена, росту и развитию растений. При недостатке меди растения поражаются так называемой «болезнью обработки», или экзантемой. Наиболее распространены:
1. Медный купорос CuSO4·5H2О (23,7-24,9 % Cu);
2. Медно-калийные удобрения (1,0 ± 0,2 Cu, 56,8 ± 0.6 К2О), получаемые смешением и последующим, гранулированием медного купороса с хлоридом калия;
3. Медный аммофос (0,9 ± 0,1 % Cu, 52 ± 1 % P2O5, 12 ± 1 % N);
4. Медный двойной суперфосфат (0,8 ± 0,05 % Cu, 42-43 % P2O5), приготавливаемый путём введения в Н3РO4 или нейтральную пульпу медного купороса, оксида меди либо медьсодержащих отходов производств цветной металлургии;
5. Пиритные огарки (0,3 0,5 % Cu) — отходы сернокислотного и бумажно-целлюлозного производств, применяемые в местах их получения.

## Использование

### В сельскохозяйственных культурах
Медные удобрения используют на осушенных торфяно-болотных, супесчаных и песчаных дерново-подзолистых и других почвах под зерновые, кормовые и овощные культуры, сахарную свеклу, картофель, подсолнечник, однолетние и многолетние травы и т. д.

### Пропорции
Медный купорос применяют в виде водного раствора для некорневой подкормки (0,02-0,05 % Cu, 100—300 л/га), а также для обработки семян (0,1-0,02 % Cu, 6-8 л/ц), которую целесообразно проводить одновременно с их протравливанием пестицидами. Медно-калийные удобрения, медный аммофос и медный двойной суперфосфат используют для внесения в почву (50-120 кг Р2О5 и 1,0-2,1 кг Cu на 1 га).